# Amour secret (telenovela, 2015)
 (février 2017).
Si vous disposez d'ouvrages ou d'articles de référence ou si vous connaissez des sites web de qualité traitant du thème abordé ici, merci de compléter l'article en donnant les références utiles à sa vérifiabilité et en les liant à la section « Notes et références ».
Amour secret (Amor secreto) est une telenovela vénézuélienne produite par Manuel Fedérico Fraiz-Grijalba pour Venevisión. Il s'agit d'un remake de la telenovela de 1980, Buenos días, Isabel. Elle est diffusée sur Antenne Réunion en 2016-2017 puis sur le réseau Antilles Télévision en 2017 et sur IDF1 depuis le 4 septembre 2017.

## Synopsis
Irene Gutiérrez est la parfaite secrétaire, un rêve devenu réalité pour tout dirigeant : intelligente, efficace et absolument fiable. Mais en dépit de ses compétences impressionnantes, c'est aussi une jeune femme introvertie avec une faible estime d'elle, ce qui l'amène à croire qu'elle n'est pas attrayante pour les hommes. Cette insécurité personnelle lui a fait se concentrer intensément sur son travail, conduite par un fort désir d'atteindre la réussite professionnelle délaissant ainsi une relation amoureuse.
Comme le temps passe, et presque par inadvertance, Irène tombe amoureuse de son patron, Leonardo Ferrándiz, un veuf riche qui élève cinq enfants mais il est bien trop occupé pour remarquer les sentiments de sa secrétaire.
Irene l'aime en secret et son sens profond de la responsabilité l'oblige à faire beaucoup de choses et à endurer beaucoup d'épreuves pour être heureuse... par exemple, de jouer le rôle de la mère pour les enfants de Leonardo et de résoudre d'innombrables problèmes, non seulement au bureau, mais aussi dans le manoir Ferrándiz.
Grâce à sa loyauté et à son dévouement, Irene gagne progressivement l'admiration de son patron ainsi que le respect et l'affection de ses enfants. Et dans ce processus, ses expériences vont l'aider à devenir plus sûre d'elle-même et affirmée, capable ainsi de gagner l'amour de Leonardo.

## Distribution

### Rôles principaux
- Miguel de León : Leonardo Ferrándiz Aristizábal
- Alejandra Sandoval : Irene Gutiérrez Vielma
- Juan Carlos García : Rodrigo Basáñez (VF: Brahim Bihi)
- Alexandra Braun : Alejandra Altamirano (VF: Claire Staub)

### Rôles secondaires
- Carmen Julia Alvarez : Trinidad Gutiérrez Vielma (VF: Sophie Pastrana)
- Karina Velásquez : Virginia Gutiérrez
- Rosmeri Marval : María Lucía Gutiérrez Vielma (VF: Nawal Lamrini)
- Antonio Delli : Carlos Ernesto Ferrándiz Aristizábal
- Nathalia Martinez : Agustina Villegas
- Yajaira Orta : Jimena Aristizábal de Ferrándiz

- Rosario Prieto : Coromoto
- Juan Carlos Gardié : Anzola
- Verónica Ortiz : Zulay Martinez
- Rosanna Zanetti : Altair
- Claudio De La Torre : Felipe Rincón
- José Vicente Pinto : Pablo Finol
- Mandy Mesa : Maribel Cruz
- Orlando Delgado : Leo Ferrándiz (VF: Guillaume Escaffre)
- Luis Mayer : Julio Ferrándiz Villegas
- Alejandro Díaz Iacocca : Fernando
- Ornella de la Rosa : Sandra Martínez (VF: Nathalie Leplay)
- Hecham Aljad : Jorge Arismendi
- Maribel Bottoni : Oriana Castellanos (VF: Mouna Belgrini)
- Nelson Faria : Lucas Ferrándiz Villegas
- Isabella Meserón : Rebeca "Keka" Ferrándiz Villegas
- Jhonny Texier : Miguel Ferrándiz Villegas

### Participations spéciales
- Caterina Valentino : Rebeca Villegas de Ferrándiz
- Julio Alcázar : Adolfo Casares
- Anthony Lo Russo : Tony Armas
- José Vieira : Julián
- Gioia Arismendi : Paula Guerrero
- Mayra Africano : Gloria Viloria
- Jerónimo Gil : Dr Edgar Ventura

- Version française réalisée au Studio Plug-In à Casablanca au Maroc[réf. souhaitée]

## Autres versions
- Buenos días, Isabel (1980)
- Ines Duarte, Secretaria (1991)